# Laserblast
Laserblast és una pel·lícula de ciència-ficció estatunidenca del 1978 sobre un adolescent solitari infeliç que descobreix un canó làser alienígena i es torna un assassí, buscant venjança contra aquells que creu que li han fet mal. La pel·lícula de baix pressupost va ser dirigida per Michael Rae i produïda per Charles Band, que és àmpliament conegut per produir pel·lícules B. Protagonitzada per Kim Milford, Cheryl Smith i Gianni Russo, la pel·lícula compta amb Keenan Wynn i Roddy McDowall, i va marcar el debut a la pantalla de l'actor Eddie Deezen.
Les criatures alienígenes rèptils de la pel·lícula eren obres de animació stop motion de l'animador David W. Allen, marcant el primer capítol en una història de dècades de col·laboració entre Allen i Band. El model de la nau espacial alienígena que apareix a Laserblast va ser dissenyat i construït per Greg Jein en dues setmanes, i la partitura musical va ser escrita en cinc dies per Joel Goldsmith i Richard Band, la primera banda sonora per ambdós compositors.
Laserblast ha rebut crítiques aclaparadorament negatives i es troba constantment entre les 100 millors pel·lícules d'Internet Movie Database. Moltes crítiques, però, van citar l'animació stop motion d'Allen com una de les úniques qualitats redemptors de la pel·lícula. Es va planificar una seqüela per al 1988, però finalment es va abandonar a causa de dificultats financeres. Laserblast va aparèixer al final de la setena temporada de la sèrie de televisió de comèdia Mystery Science Theatre 3000, marcant l'episodi final del programa al Comedy Central abans que la sèrie es traslladés al Sci-Fi Channel.

## Argument
La pel·lícula s'obre amb un home de pell verda (Franne Schacht) vagant sense rumb pel desert amb un misteriós canó làser enganxat al braç. A prop, una nau espacial alienígena aterra i emergeixen dues criatures rèptils que porten armes. Després d'un breu tiroteig, els extraterrestres desintegren l'home, després tornen a la seva nau espacial i s'allunyen, deixant enrere el canó làser i un penjoll metàl·lic que l'home portava. En un altre lloc, l'adolescent Billy Duncan (Kim Milford) es desperta al seu llit, aparentment molest. Surt al carrer per trobar que la seva mare (Janet Dey) ha estat convidada a un viatge a Acapulco i, malgrat les protestes del seu fill, ella deixa el seu fill enrere. Un Billy abatut va a visitar la seva xicota Kathy (Cheryl Smith), però el seu avi, el coronel Farley (Keenan Wynn), un veterà militar desordenat, llança teories de conspiració salvatges i dèries paranoiques a Billy fins que se'n va. Es fa evident que Billy menysprea la ciutat on viu i tots els que l'envolten, i per una bona raó; aviat és assetjat tant per un assetjador adolescent anomenat Chuck Boran (Mike Bobenko) i el seu amic nerd Froggy (Eddie Deezen), com per dos agents de policia (Dennis Burkley i Barry Cutler), que li posen la multa per excés de velocitat.
Billy vaga sol pel desert i descobreix el canó làser i el penjoll. Comença a jugar amb el canó, fent sorolls "pow, pow, pow" i fingint disparar coses. No obstant això, mentre porta el penjoll i utilitza el canó simultàniament, l'arma realment dispara, i Billy comença a disparar a l'atzar contra les coses del desert. Mentrestant, a la nau alienígena, els dos alienígenes conversen (en un llenguatge alienígena sense subtitular) amb el seu líder, que els ordena que tornin a la Terra i recuperin el canó: es dona a entendre que els alienígenes van deixar el canó i el penjoll enrere sota la presumpció que cap altre humà seria capaç d'utilitzar-los com ho havia fet l'home de pell verda. Mentrestant, Billy i Kathy assisteixen a una festa a la piscina amb altres adolescents, on Chuck fa un avenç no desitjat sobre Kathy, del que resulta en Billy lluitant contra Chuck i Froggy. Aquella nit, des d'un punt de vista ocult, en Billy dispara al cotxe d'en Chuck amb el canó làser, donant lloc a una gran explosió de la qual Chuck i Froggy amb prou feines escapen. Un funcionari del govern anomenat Tony Craig (Gianni Russo) arriba per investigar tant l'explosió com el desert on Billy va trobar el canó. Tony informa al xèrif local (Ron Masak) que la ciutat ha de ser tancada a causa de la seva investigació.
Mentrestant, en Billy se sent malalt a causa d'un creixement inusual al pit. A instància de la Kathy, visita el Doctor Mellon (Roddy McDowall), que li treu quirúrgicament un disc metàl·lic del pit. Truca al tècnic del laboratori de la policia Mike London (Rick Walters) perquè s'investigui el disc. Tanmateix, més tard aquella nit, un Billy de pell verda i aparentment boig obre foc sobre el cotxe de Mellon, matant-lo en una explosió. L'endemà, Tony investiga les restes i recupera material inusual, que porta a Mike London. Després d'alguns experiments, Mike conclou que és un material alienígena i que no es pot destruir. Més tard aquella nit, Billy, que torna a semblar trastornat i grotesc, ataca i mata els dos agents de policia que el van assetjar abans. En un altre lloc, Billy i Kathy estaven junts a l'exterior, al costat de la furgoneta de Billy. Mentre dorm, la Kathy descobreix el seu penjoll alienígena i el posa al pit d'en Billy, la qual cosa li fa verda la pell i els seus ulls i dents es deformen horriblement. Billy ataca l'horroritzada Kathy, però ella escapa.
Billy s'escapa, disparant coses a l'atzar amb el canó làser. Un petit avió amb agents de l'ordre obre foc sobre Billy, però aquest destrueix l'avió. A continuació, es troba amb Chuck i Froggy i els mata destruint el seu cotxe nou amb el canó. Mentrestant, Tony Craig pregunta al coronel Farley i a la Kathy sobre Billy, mentre que en altres llocs els dos alienígenes aterren a la Terra i comencen a buscar en Billy. Després de matar un hippie (Michael Bryar) i robar la seva furgoneta, Billy viatja a un bloc de la ciutat on dispara indistintament al seu entorn, cridant com un animal. Kathy i Tony arriben al seu cotxe i troben en Billy en un carreró. Abans que puguin parlar amb ell, però, un dels extraterrestres li dispara des de dalt d'un dels edificis propers. Billy és assassinat, el canó làser i el penjoll són destruïts i l'extraterrestre marxa a la nau espacial. La pel·lícula acaba amb la Kathy plorant pel cadàver de Billy mentre Tony mira.

## Repartiment
- Kim Milford com a Billy Duncan
- Cheryl Smith com a Kathy Farley
- Gianni Russo com a Tony Craig
- Roddy McDowall com el Dr. Mellon (el nom de McDowall està mal escrit com a "McDowell" als crèdits)
- Keenan Wynn com el coronel Farley
- Dennis Burkley com l’ajudant Pete Ungar
- Barry Cutler com a adjunt Jesse Jeep
- Mike Bobenko com a Chuck Boran
- Eddie Deezen com a Froggy
- Ron Masak com a xèrif
- Rick Walters com Mike London
- Joanna Lipari com Franny Walton
- Wendy Wernli com a Carolyn Spicer
- Steve Neill com a Alien al començament de la pel·lícula

## Antecedents

### Guió
En aquell moment hi havia moltes històries de venjança: Death Wish i tot tipus de pel·lícules. La idea va ser per què no un nen que ha estat empès una mica i no ha estat molt ben tractat a l'escola pot trobar alguna arma alienígena boja i fer volar la merda de tot i de totes les persones que el van turmentar. 
Laserblast va ser produïda per Charles Band, que és àmpliament conegut com a escriptor, productor i director de pel·lícules B. Band va descriure la pel·lícula com una "història de venjança" amb una premissa senzilla que pensava que seria divertida pel públic. Va ser Band qui va concebre el títol de la pel·lícula amb l'esperança que captés l'atenció del públic.
Band va dir: "La majoria de les pel·lícules que vaig fer, que vaig concebre, amb les quals vaig estar molt involucrat i, en alguns casos, les vaig dirigir, definitivament van començar amb el títol i normalment una obra d'art que tenia sentit. Després tornaria a treballar guió i la història i fer la pel·lícula."
El guió va ser escrit per Frank Ray Perilli i Franne Schacht. Elements de la història es van inspirar en pel·lícules de ciència-ficció, com ara Star Wars (1977), i Encontres a la tercera fase (1977), mentre que les característiques del protagonista Billy Duncan – un adolescent de classe mitjana desencantat d'un mitjà suburbà – reflecteix les del personatge de James Dean a Rebel sense causa (1955).
Band volia que Laserblast fos un "mini-Star Wars", i en un moment de la pel·lícula, es fa una referència despectiva quan Billy dispara la seva pistola làser contra una cartellera de Star Wars, que va provocar una explosió tremenda. Durant una altra escena, un agent de policia s'enfronta a un adolescent espantat, que l'oficial considera boig dient "Ha vist Star Wars cinc vegades!"
Billy és ignorat i abandonat per la seva mare al principi de la pel·lícula, demostrant els perills que poden derivar-se dels pares indiferents, un dels principals temes del guió. La pel·lícula també destaca la hipocresia dels agents de policia, especialment durant una escena en què els dos agents fumen marihuana que van obtenir d'adolescents. Els comentaristes han assenyalat diverses inexactituds i forats argumentals al guió de Laserblast. John Kenneth Muir va plantejar diverses d'aquestes qüestions al seu llibre, Horror Films of the 1970s: "Com coneix el pare de Kathy a Craig, l'agent del govern? Per què els extraterrestres deixen enrere el rifle i el penjoll en el primer lloc? Per què l'arma converteix el seu propietari en un brut monstruós de pell verda?" explicat per Band en una entrevista del 2006 que com més utilitza Billy l'arma, "més s'apodera de la seva ànima". Janet Maslin, crítica de cinema amb The New York Times , va assenyalar que originalment, quan Billy es desperta immediatament després que els extraterrestres maten l'home amb el canó làser, sembla que l'incident va ser un somni. Més tard, però, resulta que realment va passar després de tot.

### Càsting
Kim Milford, que havia aparegut anteriorment a la producció original del teatre de Broadway de Hair i la primera producció de The Rocky Horror Show, va protagonitzar el paper principal de Laserblast, marcant la seva primera aparició important al cinema. Cheryl Smith, que més tard va rebre un major reconeixement per les seves aparicions a pel·lícules B i pel·lícules d'explotació, va aparèixer en el paper femení principal de Kathy Farley. A Smith no li va agradar el paper perquè considerava que estava mal escrit i que no va rebre prou temps d'assaig. Gianni Russo, més conegut per interpretar a Carlo Rizzi a El Padrí (1972), va ser seleccionat com a investigador del govern Tony Craig.
Laserblast marca el debut a la pantalla d'Eddie Deezen, que va passar a interpretar altres papers arquetípics de nerd en pel·lícules com Grease (1978), que es va rodar abans comencés la producció de Laserblast, 1941 (1979), Grease 2 (1982) i Midnight Madness (1980). Durant una entrevista del 2009, Deezen va recordar poc sobre Laserblast, a part que era una "producció de mala qualitat". Roddy McDowall interpreta el Dr. Mellon a la pel·lícula, i el seu nom està escrit malament "McDowell" als crèdits finals. Keenan Wynn, un actor de caràcter des de fa molt temps i un actor contractat de Metro-Goldwyn-Mayer durant la dècada de 1940, va retratar el coronel Farley, que proporciona un alleujament còmic com l'avi boig, paranoic i delirant de Kathy, i antic militar. El rodatge del petit paper de Wynn es va acabar en un dia. La guionista Franne Schacht va fer un cameo com a secretària del xèrif a la pel·lícula.

### Producció
Laserblast va ser dirigit per Michael Rae, marcant el seu únic crèdit com a director. El rodatge es va dur a terme durant tres caps de setmana i es va fer "pràcticament sense diners", segons el productor Band. Els efectes de maquillatge a la pel·lícula, inclosa la decoloració i la degeneració graduals de Kim Milford, van ser manejats pel maquillador Steve Neill, que havia treballat anteriorment amb Band a la pel·lícula de ciència-ficció End of the World (1977). Neill fa un cameo a Laserblast com l'home mutat que va ser assassinat pels extraterrestres a l'escena inicial. Neill va presentar Band a David W. Allen, l'animador de pel·lícules que va crear les criatures alienígenes stop-motion a Laserblast. Quan Band i Neill es van conèixer, el primer treballava a temps complet en la seva pel·lícula de fantasia The Primevals, que finalment no es va acabar mai. Band havia desenvolupat un interès i una familiaritat amb l'animació, especialment les obres de Ray Harryhausen, i volia que Allen animés les criatures rèptils per a la seva pel·lícula. Encara que disposat a treballar a The Primevals, Allen va dir que encara no estava "prou madur professionalment" per emprendre un projecte d'aquesta mida, i va sentir que Laserblast era "una cosa que era més manejable". Band i Allen treballarien junts en altres pel·lícules i projectes durant els propers 20 anys.
Les criatures alienígenes van aparèixer en 39 talls de la pel·lícula a través de cinc escenes. La primera escena va ser al començament de la pel·lícula on els extraterrestres emergeixen de la seva nau espacial cap al desert per filmar el personatge de Neill. Es van utilitzar dues configuracions de matte per als efectes, inclosa una per crear la il·lusió de profunditat amb el personatge de Neill en primer pla i els extraterrestres al fons. La seqüència en què el personatge de Neill dispara l'arma de la mà d'un dels extraterrestres es va fer mitjançant una animació amb filferro. A la segona i tercera seqüències, els dos alienígenes estan activats. puja a bord de la seva nau espacial, que és un conjunt en miniatura dissenyat per Dave Carson. Els alienígenes parlen amb el seu comandant a través d'un monitor a la segona seqüència, i les animacions del comandant alienígena es van gravar per separat i es van implementar a l'escena mitjançant una retroprojecció. Ambdues seqüències també van utilitzar la retroprojecció per mostrar imatges de Billy i la seva destrucció a la Terra. La quarta seqüència mostra els extraterrestres a la Terra, mirant un cotxe cremat destruït per Billy. Les imatges del cotxe es van projectar darrere dels models alienígenes; tanmateix, el metratge projectat es va rodar a la nit i l'escena va tenir lloc entre dues escenes d'acció en directe durant el dia, creant així un error de continuïtat a la pel·lícula. L'escena final és la més curta i presenta un enfrontament entre els extraterrestres i Billy. El matte es va tornar a utilitzar per a la seqüència on Billy és disparat amb una pistola per un dels alienígenes des de la part superior d'un edifici. Aleshores, els extraterrestres volen a la seva nau espacial al final de l'escena mitjançant un efecte animació amb retalls.
Randall William Cook, un animador que va treballar amb Allen a la pel·lícula de terror The Crater Lake Monster (1977), va oferir un treball d'animació sense acreditar a Laserblast. L'escultor Jon Berg, que va construir els titelles de criatures alienígenes basant-se en el disseny d'Allen, tampoc no es va acreditar pel seu treball. Allen va dir en un article de 1993 que ell i Berg van crear més plans a la pel·lícula "dels que s'havien previst originalment". Harry Woolman va ajudar els efectes especials i Paul Gentry va proporcionar efectes làser. Greg Jein, el modelista d'efectes especials que també va treballar a 'The Crater Lake Monster, va dissenyar i construir la nau espacial que apareix a Laserblast. Jein havia acabat recentment el seu treball sobre Encontres a la tercera fase (1977) quan Allen se li va apropar per treballar a Laserblast, que era la primera vegada que Jein dissenyava un projecte ell mateix. Va preparar diversos esbossos conceptuals i, després de seleccionar-ne un, va construir el model de 46 centímetres en dues setmanes. Allen finalment va sentir que les seves seqüències d'animació a Laserblast no s'havien integrat correctament amb la resta de la pel·lícula.
Joel Goldsmith i Richard Band, el germà del productor Charles Band, van compondre la música per Laserblast, marcant la primera banda sonora per als dos compositors. La banda sonora es va escriure en cinc dies, i fa un ús intensiu del sintetitzador, especialment dels instruments de metall sintetitzats, així com de la música electrònica. La música també es va utilitzar a la pel·lícula produïda per Charles Band Auditions , publicada el mateix any, el 1986 la pel·lícula de ciència-ficció Robot Holocaust i la pel·lícula de terror de 1983 The House on Sorority Row. L'empresa Echo Film Services s'encarregava dels efectes de so. La xerrada d'idiomes alienígenes entre els extraterrestres a Laserblast es va utilitzar més tard per a efectes de so a la cançó de la banda metal Static-X "A Dios Alma Perdida", que apareix al seu àlbum de 2001 Machine. Diverses vegades quan alguna cosa explota després és disparat per la pistola làser, l'escena s'edita de manera que es mostrin diversos trets de la mateixa explosió en successió. Aquest tipus d'edició es va convertir en una marca registrada de les pel·lícules de Charles Band, i es va fer anteriorment a les seves pel·lícules de 1977 Crash! i End of the World.

## Estrena
La pel·lícula va ser distribuït per la Irwin Yablans Company, i es va estrenar l'1 de març de 1978. Irwin Yablans, que més tard va produir les tres primeres pel·lícules de Halloween, especialitzades principalment en la distribució de pel·lícules B i pel·lícules de terror de baix pressupost. Laserblast es va anunciar juntament amb La fi del món, que s'havia estrenat l'any anterior i que encara es projectava als cinemes en aquell moment. En el moment en què es va publicar Laserblast l'interès del públic per les pel·lícules de ciència-ficció era especialment elevat a causa de l'estrena de Star Wars i la llarga espera fins a l'estrena de les seves seqüeles L’Imperi contraataca (1980) i  El retorn del Jedi (1983).

### Recepció
Si Steven Spielberg va avançar la probabilitat d'una vida extraterrestre intel·ligent a Encontres a la tercera fase, aleshores Charles Band ho retrocedeix 20 anys amb la seva producció de Laserblast. 
Laserblast ha rebut crítiques en gran part negatives i es troba constantment entre les 100 millors pel·lícules a Internet Movie Database. Una crítica de 1978 a The Review of the News va dir: "L'única cosa estranya de Laserblast és la idea que la gent que va fer que aquest perdedor segueixi corrent per aquí solt". A la ressenya, Laserblast es va descriure com "una barreja incomprensible" de pel·lícules populars recents com Star Wars i Encontres a la tercera fase, amb un guió que estava "tan desordenat que podríem no estigueu segur que els rodets s'estaven executant en la seqüència adequada". També va criticar els accessoris, especialment la pistola làser, que van comparar amb un premi de caixa de cereals. Una ressenya de Variety La revista va dir que els efectes especials eren decents, però que el guió "té més forats que el paisatge devastat per làser". Janet Maslin de The New York Times va dir que l'actuació de Kim Milford era avorrida i que el guió incloïa forats argumentals i inconsistències. A The Los Angeles Times, la crítica Linda Gross va dir que el guió no tenia "credibilitat, motivació psicològica i cohesió narrativa". ", tot i que va elogiar la cinematografia de Terry Bowen, dient que "capta de manera efectiva l'ambient de la vida d'un poble petit del desert". Va ser descrita com una de les pitjors pel·lícules de l'any al llibre The Golden Turkey Awards.
El crític literari John Kenneth Muir va pensar que el guió tenia molts forats argumentals que deixaven moltes preguntes sense resposta, i que hi havia "poc esforç per forjar una història coherent a partir de la barreja". A New York Daily News l'escriptor David Bianculli va descriure Laserblast com "entumidament dolenta". A The Encyclopedia of Science Fiction Movies, Phil Hardy la descriu com "una pel·lícula del tot sense imaginació", i afegeix: "Fins i tot la sèrie operativa de cotxes non-stop que esclaten esdevé monòton en mans del director Rae." La Time Out Film Guide descriu Laserblast com una estafa de L'estrany cas del Dr. Jekyll i Mr. Hyde, i va dir que el regnat de destrucció de Billy semblava aleatori i sense sentit, en lloc de ser impulsat per la trama o la caracterització. La ressenya va anomenar la pel·lícula "l'epítom del que Frank Zappa una vegada va fer himne com a "baratitut".  L'escriptor de The Globe and Mail, Robert Martin, va qualificar el guió d'inepte, va dir que els efectes de maquillatge d'Steve Neill eren "esgarrifosos més que aterridors", i va dir que Cheryl Smith "a penes podia parlar, i menys encara actuar". Martin també va declarar que la pel·lícula va ser retirada d'un teatre de Toronto després de mostrar-se durant una setmana.
No totes les crítiques van ser negatives. Blockbuster Entertainment va donar a la pel·lícula tres de cinc estrelles, i el crític de cinema Leonard Maltin li va donar dues i mitja de quatre estrelles. En el seu llibre sobre pel·lícules de ciència-ficció, els escriptors James Robert Parish i Michael R. Pitts anomenen Laserblast "una petita pel·lícula estimulant i sense pretensions en la mateixa línia que I Was a Teenage Werewolf. Parish i Pitts van elogiar l'animació stop motion i l'actuació de Cheryl Smith. Laserblast va ser una de les pel·lícules universalment considerades terribles que el crític cinematogràfic Michael Adams va veure com a part d'un llibre sobre la seva recerca per trobar la pitjor pel·lícula de tots els temps. Tanmateix, Adams va dir que li agradava veure-la a nivell de pel·lícula B. Monthly Film Bulletin va dir que Laserblast era "el primer èxit de taquilla important de Band en el circuit d'explotació". Segons Space.com, Laserblast ha aconseguit estatut de pel·lícula de culte. Durant una entrevista de 2005, Charles Band va qualificar la pel·lícula de "divertidíssima" i va declarar que "tenia el seu encant" com moltes pel·lícules de la seva època. També va dir que la pel·lícula s'hauria fet de manera diferent i hauria tingut reaccions menys crítiques si s'hagués produït amb un pressupost més gran.
Diverses revisions crítiques van citar l'animació stop motion com una de les úniques qualitats redemptores de la pel·lícula. Richard Meyers, un novel·lista que també va escriure sobre pel·lícules de ciència-ficció, va descriure Laserblast com "bàsicament repetitiva i previsible", però incloïa algunes qualitats redemptives a l'animació de Dave Allen i als efectes de maquillatge de Steve Neill. L'estudiós literari de ciència-ficció Peter Nicholls la va anomenar la pitjor de les pel·lícules de Charles Band, anomenant-la "brossa amb mal guió i mal ritme", descrivint els "o.k. extraterrestres" d'Allen com "l'únic interessant". De la mateixa manera, l'assagista cinematogràfic Dennis Fischer va dir que l'animació stop motion d'Allen proporciona els "únics moments d'interès" de la pel·lícula, i Cinefex l'editor Don Shay ho va anomenar els "únics punts de venda viables" de la pel·lícula. Al seu llibre DVD & Video Guide, Mick Martin i Marsha Porter la van anomenar "una pel·lícula terrible de baix pressupost amb uns efectes especials excel·lents de David Allen". Doug Pratt, que va criticar la mala interpretació i un diàleg avorrit, va dir que els efectes especials i l'animació stop motion "estan ben executats, però les seqüències sense efectes són bastant ximples". Els autors de The DVD-Laser Disc Newsletter va anomenar la pel·lícula "una història avorrida i encoixinada de venjança contra els assetjadors", però va dir que les seqüències d'animació stop motion eren prou agradables perquè "és probable que els fans estiguin satisfets amb els atributs positius de la pel·lícula de baix pressupost i estiguin disposats a ignorar la resta".

### Mitjans domèstics
Laserblast es va llançar inicialment a vídeo domèstic el 1981 des de Media Home Entertainment. Va ser llançat en LaserDisc el 30 de juny de 1993 per Shadow Entertainment,
i va ser reeditat en VHS el 25 de novembre de 1997 per Full Moon Entertainment, una companyia de distribució fundada per Charles Band. Va tenir una segona reedició de VHS el 9 d'octubre de 1998 per United American Home Video. Laserblast va ser llançat en DVD el 6 de juliol de 1999, de nou per Full Moon Entertainment. La imatge es va presentar amb una relació d'aspecte d'1,66:1 i so estereofònic. El disc no incloïa cap subtítol ni característiques especials, excepte els perfils del repartiment i els tràilers d'altres pel·lícules de lluna plena. Doug Pratt, revisor de DVD i col·laborador de Rolling Stone, va dir que la presentació visual era millor que la majoria de les pel·lícules de la seva època, amb colors frescos i només algunes taques, així com una transferència de so decent. L'agost de 2018, Full Moon Pictures va publicar un disc Blu-Ray de la pel·lícula. El disc presentava una exploració de vídeo d'alta definició recent feta a partir d'un element de pel·lícula interpositiu. A la pista de comentaris, Band afirma que el negatiu original de la pel·lícula s'ha perdut.

### Banda sonora
La banda sonora original de la pel·lícula va ser llançada com a CD d'edició limitada per BSX Records l'1 d'agost de 2005. Consta d'uns 46 minuts de música en 25 pistes. El crític de SoundtrackNet Mike Brennan va dir que era "en realitat bastant divertit en algunes parts", però no el tipus de música que s'havia d'escoltar sense la pel·lícula. Brennan va afirmar que s'assemblava a algunes de les obres posteriors i més conegudes de Joel Goldsmith, com les partitures de Stargate SG-1 i Stargate Atlantis. Joe Sikoryak de Film Score Monthly va donar a la banda sonora una estrella i mitja sobre cinc, afirmant que al voltant d'un terç de l'àlbum sonava com "indicis genèrics de rock 'n' roll per a una producció incapaç de permetre llicenciar les cançons existents".